# Districtul Vranov nad Topľou

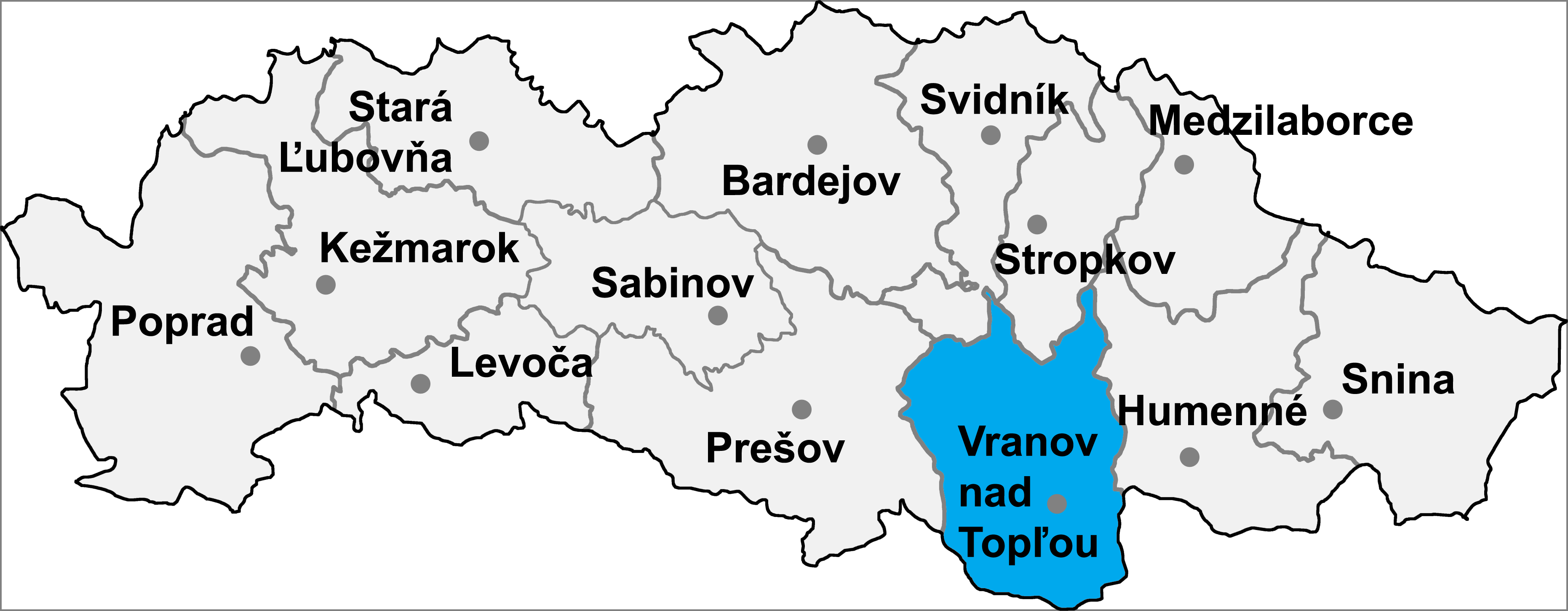
Districtul Vranov nad Topľou

Districtul Vranov nad Topľou (okres Vranov nad Topľou) este un district în Regiunea Prešov din Slovacia estică.

## Demografie
| An:                | 1994   | 2004   | 2014   | 2024   |
| ------------------ | ------ | ------ | ------ | ------ |
| Număr de persoane: | 73.492 | 77.591 | 80.508 | 79.395 |
| Diferență:         |        | +5,57% | +3,75% | −1,38% |

| An:                | 2023   | 2024   |
| ------------------ | ------ | ------ |
| Număr de persoane: | 79.295 | 79.395 |
| Diferență:         |        | +0,12% |

## Comune
- Babie
- Banské
- Benkovce
- Bystré
- Cabov
- Čaklov
- Čičava
- Čierne nad Topľou
- Davidov
- Detrík
- Dlhé Klčovo
- Ďapalovce
- Ďurďoš
- Giglovce
- Girovce
- Hanušovce nad Topľou
- Hencovce
- Hermanovce nad Topľou
- Hlinné
- Holčíkovce
- Jasenovce
- Jastrabie nad Topľou
- Juskova Voľa
- Kamenná Poruba
- Kladzany
- Komárany
- Kučín
- Kvakovce
- Majerovce
- Malá Domaša
- Matiaška
- Medzianky
- Merník
- Michalok
- Nižný Hrabovec
- Nižný Hrušov
- Nižný Kručov
- Nová Kelča
- Ondavské Matiašovce
- Pavlovce
- Petkovce
- Petrovce
- Piskorovce
- Poša
- Prosačov
- Radvanovce
- Rafajovce
- Remeniny
- Rudlov
- Ruská Voľa
- Sačurov
- Sečovská Polianka
- Sedliská
- Skrabské
- Slovenská Kajňa
- Soľ
- Štefanovce
- Tovarné
- Tovarnianska Polianka
- Vavrinec
- Vechec
- Vlača
- Vranov nad Topľou
- Vyšný Kazimír
- Vyšný Žipov
- Zámutov
- Zlatník
- Žalobín